# Карпович, Мирослава Олеговна
Миросла́ва Оле́говна Карпович (укр. Мирослава Олегівна Карпович; род. 1 марта 1986, Бердянск, Запорожская область) — российская актриса театра и кино, модель, телеведущая.

## Биография
Мирослава Карпович родилась 1 марта 1986 года в Бердянске.
В 2006 года окончила Школу-студию МХАТ им. Вл. И. Немировича-Данченко (мастерская С. И. Земцова и И. Я. Золотовицкого).
Обрела известность благодаря роли в российском ситкоме «Папины дочки», в котором она сыграла старшую сестру Марию Васнецову.
В 2006 году Карпович стала лауреатом театральной премии «Золотой лист» в номинации «за лучшую женскую роль» (спектакль «Ты», 2006).
В 2008 году мужской журнал Maxim включил Мирославу Карпович в свой список 100 самых сексуальных женщин России. В феврале 2011 года журнал опубликовал фотосессию актрисы. С 2016 по 2021 год озвучивала главную героиню (Алёнку) в мультфильме «Сказочный патруль» и его спин-оффе «Сказочный патруль. Хроники чудес».

## Творчество

### Роли в театре
МХАТ им. А. П. Чехова
- «С любимыми не расставайтесь» (Александр Володин)[5] — Мадлен (режиссёр — Виктор Рыжаков)
- «Пышка» (Василий Сигарев)[6] — кукла «мадмуазель Фифи» (режиссёр — Георгий Товстоногов-младший)
- «Ты» (по пьесе «Счастье моё» Александра Червинского)[7] — Виктория (режиссёр — Виктор Рыжаков)

Театральное агентство «Лекур»
- «По семейным обстоятельствам». Режиссёр: Рената Сотириади — Лида
- «Шикарная свадьба» Робина Хоудона. Режиссёр: Владимир Устюгов — Рэйчел

Продюсерский центр «Панорама»
- «Удачная сделка» — Адриана Клорэнс (режиссёр — Артём Бибилюров)[8]

Театральное агентство «Арт-Партнёр XXI»
- «Переполох в голубятне» — Мюрьель (режиссёр — Нина Чусова)
- «Счастливчик Смит» — Викки (Режиссёр: Алексей Кирющенко)

Центр театральных технологий
- «1002-я ночь» — Динарзада (режиссёр — Роберт Манукян)[9]

Театральное агентство «АКТЁР»
- «Седина в бороду» — Снежана (режиссёр — Ирина Михеичева)[10]

Современный театр «Антрепризы»
- «Куплетисты» — Даша (режиссёр — О. Анохина)[11]

Московский независимый театр
- Однажды в Париже — Кики (режиссёр — Наталья Леонова)

Театр Миллениум
- «Белоснежка и 7 гномов» — Белоснежка (режиссёр — Материнская Л. И.)[12]
- «8 женщин» — Катрин
- «Ловушка для мужа» (режиссёр Владимир Иванов)
- «Ханума» — Софья (режиссёр А. Енукидзе)

Театр Сергея Безрукова
- «ЧП бульвар» — Анна (режиссёр Сергей Мезенцев)

Театр Антреприза.ru
- «Не верь глазам своим» — служанка Жасант (режиссёр Роберт Манукян)
- «Четверо в Петербурге» — Валерия (режиссёр Дмитрий Астрахан)
- «Женщины в поисках любви» — Сильвия (режиссёр Александр Фёдоров)
- «Очаровательные рогоносцы» — Луиза Черрутти (режиссёр Сергей Куница)
- «Чего же хотят мужчины?» — Сильвия (режиссёр Ольга Шведова)
- «Истории похождений» — (режиссёр Сергей Ефремов)
- «Ворожея, или Сеанс любовной магии» — Юлия (Режиссёр: Эдуард Радзюкевич)

Театральный центр АРТ-ВОЯЖ
- «7, 14, 21, … или Арифметика мужских измен» — Девушка (она же Мисс Моррис, Джессика, Француженка-как-там-её-звали, Дама в пеньюаре) (режиссёр Валерий Ярёменко)

Театрально-концертный центр «Новое искусство»
«Бобслей для взрослого мужчины» — Жюльетт (Режиссёр — Юрий Попович)

### Радиоспектакль
- 2006 — «Переходный возраст» — Надежда Булкина

### Модель
- 2009 — Мирослава Карпович в образе невесты; фотосъёмка для журнала «Wedding», март-апрель 2009[13]
- 2010 — модель «BRAUN promo»
- 2010 — модель «Bosco di Ciliegi» в рамках Российской недели моды[14]
- 2011 — модель журнала «MAXIM»; девушка февраля, 2011 год[15]
- 2011 — рекламный проект Centro: лицо бренда CENTRO[16]
- 2011 — модель в январском номере журнала «ТВ-Парк» в платье anNAIVanova
- 2011 — модель бренда «cK Calvin Klein» (совместно с Алимом Хоконовым)

### Другие проекты
- 2010. International Dance Organization. Кубок по парным танцам. Партнёр Даниэль /Италия/[17]
- 2010. Рекламный проект Braun[18]

### Фильмография
- 2007 — Тайсон (короткометражный) — Светуля
- 2007 — Святое дело — Катюня
- 2007 — 2013 — Папины дочки — Маша Васнецова, старшая дочь Сергея и Людмилы
- 2008 — Плюс один — Римма
- 2008 — Тариф «Новогодний» — Олечка
- 2008 — Голубка — Майя
- 2010 — Новогодние сваты — Светка
- 2010 — Северная звезда (короткометражный)
- 2011 — Мантикора[19] — медсестра
- 2011 — All inclusive, или Всё включено — невеста Ольга
- 2012 — Мой любимый гений — Вика
- 2012 — Салют — сбежавшая пациентка
- 2014 — Корпоратив — Маша
- 2015 — Спринт — Елена
- 2016 — Изгой — мамаша
- 2017 — Невеста — жена
- 2021 — Друг на продажу — сотрудница
- 2021 — В активном поиске
- 2023 — Папины дочки. Новые — Маша Васнецова, тётя Сони, Лизы, Дианы и Арины

### Озвучивание мультфильмов
- 2013 — «Алиса знает, что делать!» — Наташа Белая
- 2016 — «Богатырша» — княжна
- 2016—2021 — «Сказочный патруль» — Алёнка (1-52 серии)
- 2019 — «Сказочный патруль. Хроники чудес» — Алёнка (1-26 серии)
- 2021 — «Кощей. Начало» — Алёнка
- 2022 — «Чинк: Хвостатый детектив» — белка Люси

## Телевидение
- 2008 — «Хорошие шутки» — участница
- 2008 — «Самая умная „папина дочка“» — участница
- 2008—2009 — «Скажи!» — гость
- 2009 — «Истории в деталях» — объект истории
- 2008 — Большая разница
- 2010—2012 — «Модный приговор» — «независимый эксперт»
- 2010 — «Неделя еды» — гость
- 2010 — «COSMOPOLITAN. Видеоверсия» — гость
- 2011 — «Зарядка со звёздами!» — гость
- 2011 — «Хорошее кино» — гость
- 2011 — «Звёздные истории: Проснуться знаменитыми» («Рен ТВ») — объект истории
- 2011 — «Большие гонки» — участница
- 2012 — «Звёздная жизнь. Папины дочки. Без детства» («СТБ») (укр.) — объект истории
- 2012 — «COSMOPOLITAN. Видеоверсия» («МУЗ») — ведущая
- 2012 — С. У. П. («Перец») — объект истории
- 2012 — «Богатые и знаменитые» («СТС») — объект истории

## Клипы
- 2011 — Леонид Агутин — «Всё ещё вернётся»
- 2012 — Егор Крид — песня «Старлетка»
- 2012 — «Небо № 7» — песня «Лифт»

## Концерты
- 2010 — «6 кадров. Юбилейный концерт» — гость

## Премии
- 2006 — Премия «Золотой лист» в номинации «Лучшая женская роль» (спектакль «Ты», режиссёр Виктор Рыжаков)[3].
- 2007 — Премия имени народного артиста СССР М. И. Царёва в номинации «За успешное постижение профессии актёра»[20].
- 2008 — Премия «Женщина года 2008» по версии журнала «Glamour» в номинации «Команда года» (за роль Маши в ситкоме «Папины дочки»). Премию получила вместе с Анастасией Сиваевой, Дарьей Мельниковой, Елизаветой Арзамасовой и Екатериной Старшовой.